# Flik

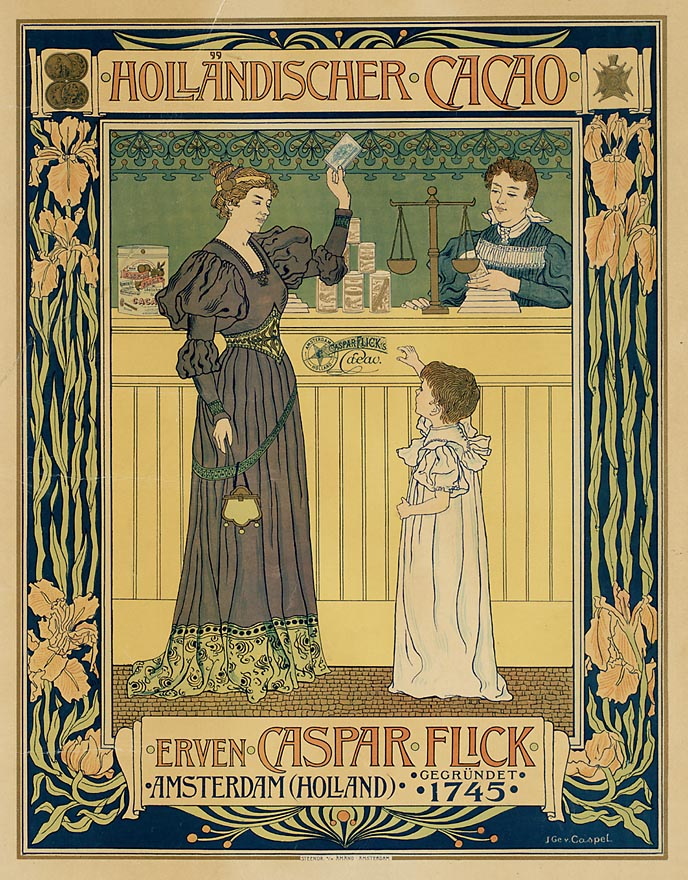
Affiche van de Erven Caspar Flick uit 1897.

Een flik of flikje is een besuikerd rond chocolaatje of chocoladekoekje met een bolle en een platte kant.
Het is vernoemd naar de uitvinder Caspar Flick, die in 1745 een chocoladefabriekje begon in de Nes in Amsterdam.
Een zekere Jan Dekker nam in 1799 het chocoladebedrijfje over als 'Erven Caspar Flick & Co'. Ze maakten onder meer 'flikjes', chocolaatjes waar in 1811 al namaak van op de markt kwam.
In 1872 was een 'flickje' nog een besuikerd, rond chocoladekoekje; in 1899 waren de 'suikererwtjes' van de chocola af.
Toen Droste deze 'flikjes' op de markt bracht, waren het platte chocoladelekkernijen in een speciaal model doosje gerangschikt.

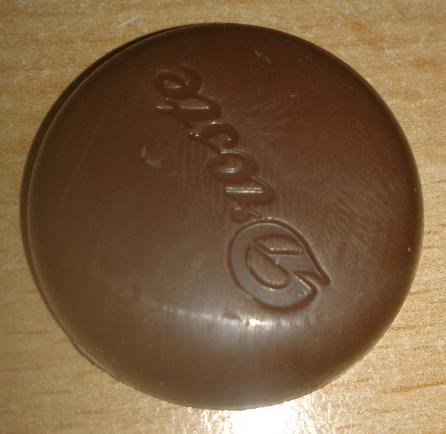
Een onbesuikerd flikje
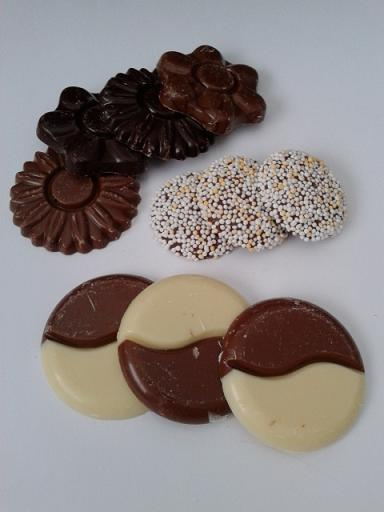
Varianten op het flikje, waaronder besuikerde

## Beroep
Flik (van het Franse flic) is in het Vlaams ook volkstaal voor een politieagent.